# Boxeuropameisterschaften 1953
Die 10. Herren-Boxeuropameisterschaften der Amateure wurden vom 17. bis 24. Mai 1953 in der polnischen Hauptstadt Warschau ausgetragen. Es nahmen 117 Kämpfer aus 19 Nationen teil.
Es wurden Medaillen in zehn Gewichtsklassen vergeben. Polen errang fünf Titel und stellte damit die stärkste Mannschaft.

## Ergebnisse
| Klasse            | Gold                             | Silber                              | Bronze                                                         |
| Fliegengewicht    | Henryk Kukier Polen              | František Majdloch Tschechoslowakei | Giacomo Spano Italien Anatoli Bulakow Sowjetunion              |
| Bantamgewicht     | Zenon Stefaniuk Polen            | Boris Stepanow Sowjetunion          | John McNally Irland Nicolae Mindreanu Rumänien                 |
| Federgewicht      | Józef Kruża Polen                | Alexander Sassuchin Sowjetunion     | Hans-Peter Mehling Deutschland Stevan Redli Jugoslawien        |
| Leichtgewicht     | Wladimir Jengibarjan Sowjetunion | István Juhász Ungarn                | Aleksy Antkiewicz Polen Pentti Niinivuori Finnland             |
| Halbweltergewicht | Leszek Drogosz Polen             | Terry Milligan Irland               | Francisc Ambrus Rumänien Béla Szákacs Ungarn                   |
| Weltergewicht     | Zygmunt Chychła Polen            | Sergei Scherbakov Sowjetunion       | Nicolae Linca Rumänien Emile Vleminck Belgien                  |
| Halbmittelgewicht | Bruce Wells England              | Max Resch Deutschland               | Zbigniew Pietrzykowski Polen Boris Tischin Sowjetunion         |
| Mittelgewicht     | Dieter Wemhöner Deutschland      | Bedřich Koutný Tschechoslowakei     | Stig Sjölin Schweden Ronald Barton England                     |
| Halbschwergewicht | Ulli Nitzschke DDR               | Tadeusz Grzelak Polen               | Juri Jegorow Sowjetunion Helmut Pfirrmann Deutschland          |
| Schwergewicht     | Algirdas Šocikas Sowjetunion     | Bogdan Węgrzyniak Polen             | Tomislav Krizmanić Jugoslawien Hermann Schreibauer Deutschland |

## Medaillenspiegel
| Rang | Land             | Gold | Silber | Bronze | Gesamt |
| ---- | ---------------- | ---- | ------ | ------ | ------ |
| 01   | Polen            | 5    | 2      | 2      | 9      |
| 02   | Sowjetunion      | 2    | 3      | 3      | 8      |
| 03   | BR Deutschland   | 1    | 1      | 3      | 5      |
| 04   | England          | 1    | 0      | 1      | 2      |
| 05   | DDR              | 1    | 0      | 0      | 1      |
| 06   | Tschechoslowakei | 0    | 2      | 0      | 2      |
| 07   | Ungarn           | 0    | 1      | 1      | 2      |
| 07   | Irland           | 0    | 1      | 1      | 2      |
| 09   | Rumänien         | 0    | 0      | 3      | 3      |
| 010  | Jugoslawien      | 0    | 0      | 2      | 2      |
| 011  | Belgien          | 0    | 0      | 1      | 1      |
| 011  | Italien          | 0    | 0      | 1      | 1      |
| 011  | Finnland         | 0    | 0      | 1      | 1      |
| 011  | Schweden         | 0    | 0      | 1      | 1      |
|      | Gesamt           | 10   | 10     | 20     | 40     |